# 2011년 구정컵
2011년 구정컵은 홍콩에서 해마다 열리는 구정컵의 29번째 대회이다. 결승전에서 톈진 터다가 광저우 에버그란데를 승부차기로 물리치고 우승을 차지했다.

## 우승
| 2011년 구정컵 우승     |
| ---------------------- |
| 중국                   |
| 톈진 터다 첫 번째 우승 |